# Mihnea Turcitul
Mihnea al II-lea Turcitul (n. iulie 1564, Beyoğlu, Imperiul Otoman, Turcia – d. octombrie 1601, Constantinopol, Imperiul Otoman) a fost domnul al Țării Românești între septembrie 1577 și iulie 1583 și, din nou, între aprilie 1585 și mai 1591. A fost supranumit Turcitul ca urmare a convertirii sale la Islam.

## Biografie
Familia
Mihnea al II-lea a fost singurul fiu al lui Alexandru al II-lea Mircea și al Ecaterinei Salvaresso. El a amai avut 4 surori și un frate :Despina, Ruxandra, Elena, Maria și Ianoș Beledi (fiul din flori al lui Alexandru Mircea). El sa căsătorit cu Neaga din Cislău și au avut 3 copii: Alexandru (d.1589), Vlad, turcit la 1584 și Ecaterina, soția lui Moise Movilă. Cu o Vișa din Cislău la avut pe Radu Mihnea. După turcire a avut un harem și a mai avut 4 copii: Mustafa, Ibrahim, Cais Catun și Ihuma Catun.
Domnia
A urcat pe tron în urma unor evenimente caracteristice decăderii puterii domnului și obiceiurilor locale, sub presiunea Imperiului Otoman (suzeranul Țării Românești): Mihnea a concurat cu un pretendent străin, doctorul lombard Rosso, care susținea că este descendentul unui domn valah. Prima domnie, ca voievod-copil, s-a desfășurat sub tutela mamei sale, doamna Ecaterina Salvaresso, și s-a încheiat cu mazilirea lui de către sultanul Murad al III-lea (în iunie 1583), în favoarea domnului Petru Cercel. Ca urmare, a fost nevoit să plece în exil la Tripoli, sub custodia autorităților otomane.
În timpul lui Mihnea Turcitul a fost introdus în Țara Românească mucarerul.

## Imagini

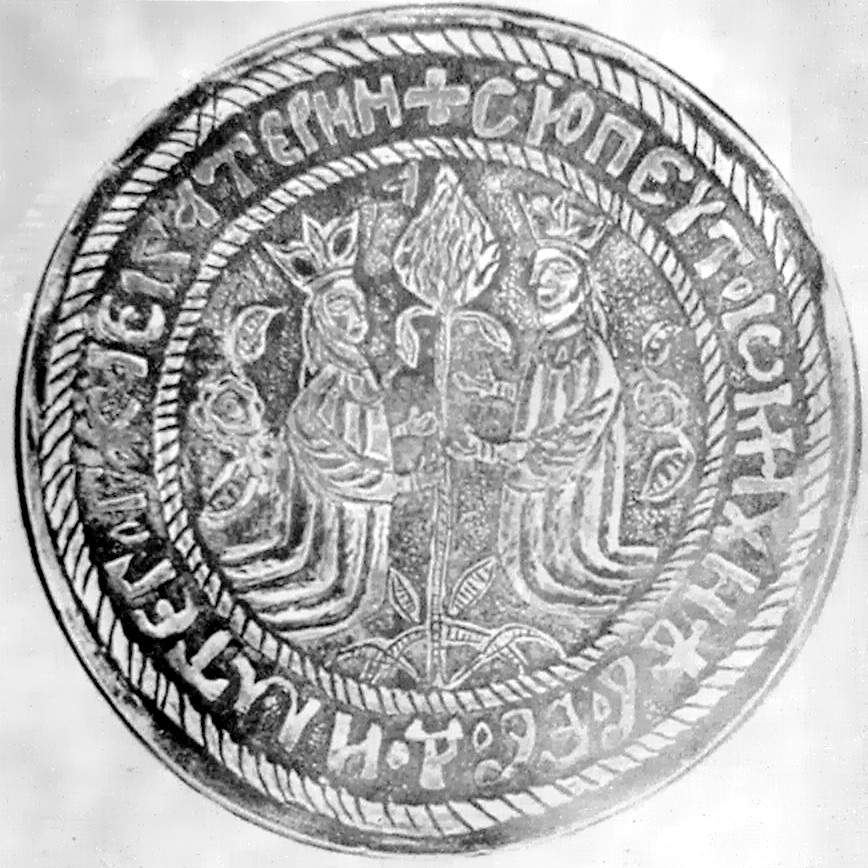
Mihnea Turcitul (dreapta) și mama sa (stânga)
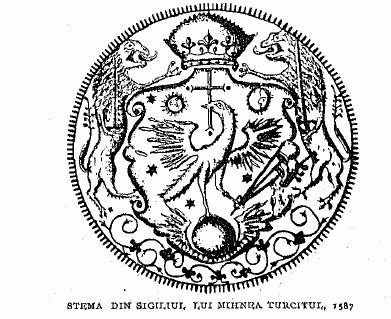
Stema